# Gislaved (plaats)
Gislaved is een plaats in de Zweedse gemeente Gislaved, in de provincie Jönköpings län, en telt ongeveer 10.000 inwoners.
Gislaved is een industrieplaats en is bekend vanwege de gummifabriek, die in 1895 werd opgericht onder de naam Svenska Gummifabriken i Gislaved.

## Verkeer en vervoer
Bij de plaats lopen de Riksväg 26 en Riksväg 27.

## Geboren
- Oscar Hiljemark (1992), voetballer